# Умурга
У́мурга (латыш. Umurga) — населённый пункт в Лимбажском крае Латвии. Административный центр Умургской волости. Находится на перекрёстке региональных автодорог P11 (Коцены — Лимбажи — Туя) и P14 (Умурга — Цесис). Расстояние до города Лимбажи составляет около 7 км.
По данным на 2017 год, в населённом пункте проживало 497 человек. Есть волостная администрация, начальная школа, дошкольное образовательное учреждение, библиотека, дом культуры, лютеранская церковь, столовая.

## История
В советское время населённый пункт был центром Умургского сельсовета Лимбажского района. В селе располагалась центральная усадьба совхоза «Умурга».